# Cinquième circonscription du Var
La cinquième circonscription du Var est l'une des 8 circonscriptions législatives françaises que compte le département du Var (83) situé en région Provence-Alpes-Côte d'Azur.

## Description géographique et démographique
La cinquième circonscription du Var est délimitée par le découpage électoral de la loi n°86-1197 du 24 novembre 1986, elle regroupe les divisions administratives suivantes : 
- Canton de Callas,
- Canton de Comps-sur-Artuby,
- Canton de Fayence,
- Canton de Fréjus,
- Canton du Muy,
- Canton de Saint-Raphaël.

D'après le recensement général de la population en 1999, réalisé par l'Institut national de la statistique et des études économiques (INSEE), la population totale de cette circonscription est estimée à 131711 habitants,.

### Depuis 2010
Depuis le redécoupage de 2010, la cinquième circonscription du Var, est composé des cantons suivants :
- canton de Fréjus
- canton du Muy
- canton de Saint-Raphaël

| Nom                     | Code Insee | Intercommunalité                          | Superficie (km2) | Population (dernière pop. légale) | Densité (hab./km2) |
| ----------------------- | ---------- | ----------------------------------------- | ---------------- | --------------------------------- | ------------------ |
| Bagnols-en-Forêt        | 83008      | CC du Pays de Fayence                     | 42,9             | 3 049 (2022)                      | 71                 |
| Fréjus                  | 83061      | CA Estérel Côte d'Azur Agglomération      | 102,27           | 58 499 (2022)                     | 572                |
| Le Muy                  | 83086      | CA Dracénie Provence Verdon agglomération | 66,58            | 9 882 (2022)                      | 148                |
| Les Adrets-de-l'Estérel | 83001      | CA Estérel Côte d'Azur Agglomération      | 22,26            | 2 780 (2022)                      | 125                |
| Puget-sur-Argens        | 83099      | CA Estérel Côte d'Azur Agglomération      | 26,9             | 8 473 (2022)                      | 315                |
| Roquebrune-sur-Argens   | 83107      | CA Estérel Côte d'Azur Agglomération      | 106,1            | 15 006 (2022)                     | 141                |
| Saint-Raphaël           | 83118      | CA Estérel Côte d'Azur Agglomération      | 89,59            | 36 632 (2022)                     | 409                |

D'après le recensement général de la population en 2022, réalisé par l'Institut national de la statistique et des études économiques (INSEE), la population totale de cette circonscription est estimée à 134 321 habitants,.

## Historique des députations
| Législature | Début de mandat | Fin de mandat  | Député                     | Parti politique | Observations                                                                                          |
| ----------- | --------------- | -------------- | -------------------------- | --------------- | --- |
| IXe         | 23 juin 1988    | 1er avril 1993 | François Léotard           | UDF             | Maire de Fréjus                                                                                       |
| Xe          | 2 avril 1993    | 21 avril 1997  | François Léotard,          | UDF,            | Maire de Fréjus Mandat écourté à la suite d'une dissolution parlementaire décidée par Jacques Chirac. |
| XIe         | 12 juin 1997    | 18 juin 2002   | François Léotard,          | UDF,            | Maire de Fréjus                                                                                       |
| XIIe        | 19 juin 2002    | 19 juin 2007   | Georges Ginesta,           | UMP,            | Maire de Saint-Raphaël                                                                                |
| XIIIe       | 20 juin 2007    | 19 juin 2012   | Georges Ginesta            | UMP             | Maire de Saint-Raphaël                                                                                |
| XIVe        | 20 juin 2012    | 20 juin 2017   | Georges Ginesta            | UMP puis LR     | Maire de Saint-Raphaël                                                                                |
| XVe         | 21 juin 2017    | 21 juin 2022   | Philippe Michel-Kleisbauer | MoDem           | |
| XVIe        | 22 juin 2022    | 9 juin 2024    | Julie Lechanteux           | RN              | Mandat écourté à la suite d'une dissolution parlementaire décidée par Emmanuel Macron.                |

## Historique des élections

### Élections de 1988
| Candidat       | Candidat                       | Parti          | Premier tour | Premier tour | Second tour | Second tour |  |
| Candidat       | Candidat                       | Parti          | Voix         | %            | Voix        | %           |  |
| -------------- | ------------------------------ | -------------- | ------------ | ------------ | ----------- | ----------- |  |
|                | François Léotard sortant réélu | UDF (PR) (URC) | 21 825       | 45,9         | 27 080      | 52          |  |
|                | Pierre-Yves Collombat          | PS             | 12 323       | 25,92        | 17 398      | 33,41       |  |
|                | Jean-Marie Le Chevallier       | FN             | 9 823        | 20,66        | 7 599       | 14,59       |  |
|                | Bernard Barbagelata            | PCF            | 2 786        | 5,86         |             |             |  |
|                | Henri Charrier                 | Divers droite  | 789          | 1,66         |             |             |  |
|                |                                |                |              |              |             |             |  |
| Inscrits       | Inscrits                       | Inscrits       | 72 673       | 100,00       | 72 634      | 100,00      |  |
| Abstentions    | Abstentions                    | Abstentions    | 24 454       | 33,65        | 19 864      | 27,35       |  |
| Votants        | Votants                        | Votants        | 48 219       | 66,35        | 52 770      | 72,65       |  |
| Blancs et nuls | Blancs et nuls                 | Blancs et nuls | 673          | 1,4          | 693         | 1,31        |  |
| Exprimés       | Exprimés                       | Exprimés       | 47 546       | 98,6         | 52 077      | 98,69       |  |

Le suppléant de François Léotard était Michel Hamaide, député sortant (1986-1988), chef d'entreprise, conseiller municipal de Fréjus.
François Léotard démissionna de son mandat de député le 29 juin 1992.

### Élections de 1993
| Candidat       | Candidat                       | Parti          | Premier tour | Premier tour | Second tour | Second tour |  |
| Candidat       | Candidat                       | Parti          | Voix         | %            | Voix        | %           |  |
| -------------- | ------------------------------ | -------------- | ------------ | ------------ | ----------- | ----------- |  |
|                | François Léotard sortant réélu | UDF (PR)       | 25 126       | 47,26        | 30 774      | 67,73       |  |
|                | Sylvain Ferrua                 | FN             | 11 188       | 21,04        | 14 660      | 32,27       |  |
|                | Serge Rambaud                  | PS (ADFP)      | 7 120        | 13,39        |             |             |  |
|                | Michel Ruby                    | Les Verts (EÉ) | 2 921        | 5,49         |             |             |  |
|                | Bernard Barbagelata            | PCF            | 2 688        | 5,06         |             |             |  |
|                | René Espanol                   | Divers droite  | 1 540        | 2,9          |             |             |  |
|                | Mireille Coclin                | LT-LNÉ         | 1 502        | 2,83         |             |             |  |
|                | Violette Derungs               | UDI            | 1 079        | 2,03         |             |             |  |
|                |                                |                |              |              |             |             |  |
| Inscrits       | Inscrits                       | Inscrits       | 81 854       | 100,00       | 81 848      | 100,00      |  |
| Abstentions    | Abstentions                    | Abstentions    | 26 585       | 32,48        | 28 924      | 35,34       |  |
| Votants        | Votants                        | Votants        | 55 269       | 67,52        | 52 924      | 64,66       |  |
| Blancs et nuls | Blancs et nuls                 | Blancs et nuls | 2 105        | 3,81         | 7 490       | 14,15       |  |
| Exprimés       | Exprimés                       | Exprimés       | 53 164       | 96,19        | 45 434      | 85,85       |  |

Le suppléant de François Léotard était Jean-Marie Bertrand, RPR, artisan miroitier, vice-président du conseil général, conseiller général du canton de Fayence. Jean-Marie Bertrand remplaça François Léotard, nommé membre du gouvernement, du 2 mai 1993 au 20 juin 1995.

### Élection partielle de 1995
(À la suite de la démission de Jean-Marie Bertrand)
| Candidat       | Candidat                       | Parti             | Premier tour | Premier tour | Second tour | Second tour |  |
| Candidat       | Candidat                       | Parti             | Voix         | %            | Voix        | %           |  |
| -------------- | ------------------------------ | ----------------- | ------------ | ------------ | ----------- | ----------- |  |
|                | François Léotard sortant réélu | UDF (PR)          | 15 164       | 48,69        | 18 639      | 62,44       |  |
|                | Jean-Pierre Risgalla           | FN                | 8 344        | 26,79        | 11 214      | 37,56       |  |
|                | Alain Fortuit                  | PS                | 4 698        | 15,08        |             |             |  |
|                | Bernard Barbagelata            | PCF               | 1 365        | 4,38         |             |             |  |
|                | Dominique Casagrande           | Divers écologiste | 762          | 2,45         |             |             |  |
|                | Patrick Grenier                | LO                | 596          | 1,91         |             |             |  |
|                | Angélo Roméo                   | MRG               | 215          | 0,69         |             |             |  |
|                |                                |                   |              |              |             |             |  |
| Inscrits       | Inscrits                       | Inscrits          | 85 873       | 100,00       | 85 666      | 100,00      |  |
| Abstentions    | Abstentions                    | Abstentions       | 53 844       | 62,7         | 52 800      | 61,63       |  |
| Votants        | Votants                        | Votants           | 32 029       | 37,3         | 32 866      | 38,37       |  |
| Blancs et nuls | Blancs et nuls                 | Blancs et nuls    | 885          | 2,76         | 3 013       | 9,17        |  |
| Exprimés       | Exprimés                       | Exprimés          | 31 144       | 97,24        | 29 853      | 90,83       |  |

Le suppléant de François Léotard était Georges Ginesta, RPR, ingénieur, maire de Saint-Raphaël.

### Élections de 1997
| Candidat       | Candidat                       | Parti          | Premier tour | Premier tour | Second tour | Second tour |  |
| Candidat       | Candidat                       | Parti          | Voix         | %            | Voix        | %           |  |
| -------------- | ------------------------------ | -------------- | ------------ | ------------ | ----------- | ----------- |  |
|                | François Léotard sortant réélu | UDF (PR)       | 18 533       | 35,21        | 30 200      | 62,71       |  |
|                | Jean-Pierre Risgalla           | FN             | 14 095       | 26,78        | 17 956      | 37,29       |  |
|                | Monique Prot                   | PS             | 10 313       | 19,59        |             |             |  |
|                | Bernard Barbagelata            | PCF            | 3 183        | 6,05         |             |             |  |
|                | Bruno Septz                    | GÉ             | 2 742        | 5,21         |             |             |  |
|                | Philippe Martinez de Campos    | LDI (MPF)      | 2 168        | 4,12         |             |             |  |
|                | Fabienne Meinau                | US4J           | 680          | 1,29         |             |             |  |
|                | Maryse Retali                  | LT-LNÉ         | 460          | 0,87         |             |             |  |
|                | Dominique Casagrande           | Divers gauche  | 459          | 0,87         |             |             |  |
|                |                                |                |              |              |             |             |  |
| Inscrits       | Inscrits                       | Inscrits       | 85 574       | 100,00       | 85 581      | 100,00      |  |
| Abstentions    | Abstentions                    | Abstentions    | 30 872       | 36,08        | 29 515      | 34,49       |  |
| Votants        | Votants                        | Votants        | 54 702       | 63,92        | 56 066      | 65,51       |  |
| Blancs et nuls | Blancs et nuls                 | Blancs et nuls | 2 069        | 3,78         | 7 910       | 14,11       |  |
| Exprimés       | Exprimés                       | Exprimés       | 52 633       | 96,22        | 48 156      | 85,89       |  |

Le suppléant de François Léotard était Georges Ginesta.

### Élections de 2002
| Candidat       | Candidat                | Parti             | Premier tour | Premier tour | Second tour | Second tour |  |
| Candidat       | Candidat                | Parti             | Voix         | %            | Voix        | %           |  |
| -------------- | ----------------------- | ----------------- | ------------ | ------------ | ----------- | ----------- |  |
|                | Georges Ginesta élu     | UMP               | 26 694       | 46,9         | 32 442      | 70,58       |  |
|                | Evelyne Pierron         | FN                | 12 891       | 22,65        | 13 520      | 29,42       |  |
|                | Philippe Jan            | Les Verts         | 9 294        | 16,33        |             |             |  |
|                | Bernard Barbagelata     | PCF               | 1 721        | 3,02         |             |             |  |
|                | Marie-Hélène Ruiz       | CPNT              | 1 236        | 2,17         |             |             |  |
|                | Yvette Kunz-Parent      | MNR               | 739          | 1,3          |             |             |  |
|                | Thérèse Thomas          | MPF               | 595          | 1,05         |             |             |  |
|                | Régis Poulain           | Cap21             | 586          | 1,03         |             |             |  |
|                | Thierry Fronty          | LO                | 545          | 0,96         |             |             |  |
|                | Didier Le Gall          | MHAN              | 476          | 0,84         |             |             |  |
|                | Marc Navarro            | MÉI               | 403          | 0,71         |             |             |  |
|                | Lilia Benyagoub         | Divers écologiste | 394          | 0,69         |             |             |  |
|                | Daniel Aubry            | Divers            | 348          | 0,61         |             |             |  |
|                | Marie-Thérèse Sanyas    | Divers            | 341          | 0,6          |             |             |  |
|                | Marie-Christine Lombard | GÉ                | 321          | 0,56         |             |             |  |
|                | Jack Harmand            | IR                | 265          | 0,47         |             |             |  |
|                | Michel Tessier          | Divers            | 73           | 0,13         |             |             |  |
|                |                         |                   |              |              |             |             |  |
| Inscrits       | Inscrits                | Inscrits          | 95 197       | 100,00       | 95 182      | 100,00      |  |
| Abstentions    | Abstentions             | Abstentions       | 37 010       | 38,88        | 43 877      | 46,1        |  |
| Votants        | Votants                 | Votants           | 58 187       | 61,12        | 51 305      | 53,9        |  |
| Blancs et nuls | Blancs et nuls          | Blancs et nuls    | 1 265        | 2,17         | 5 343       | 10,41       |  |
| Exprimés       | Exprimés                | Exprimés          | 56 922       | 97,83        | 45 962      | 89,59       |  |

Le suppléant de Georges Ginesta était Luc Jousse, kinésithérapeute, maire de Roquebrune-sur-Argens.

### Élections de 2007
|                | Georges Ginesta sortant réélu | UMP            | 35 906  | 57,17  |  |  |  |
|                | Elsa Di Méo                   | PS             | 10 391  | 16,55  |  |  |  |
|                | Philippe Michel-Kleisbauer    | UDF–MoDem      | 5 228   | 8,32   |  |  |  |
|                | Sylvain Ferrua                | FN             | 4 955   | 7,89   |  |  |  |
|                | Richard Ciappara              | Divers gauche  | 1 059   | 1,69   |  |  |  |
|                | Thérèse Thomas                | MPF            | 993     | 1,58   |  |  |  |
|                | Pierre Minnaert               | Les Verts      | 980     | 1,56   |  |  |  |
|                | Mireille Louis                | CPNT           | 762     | 1,21   |  |  |  |
|                | Didier Le Gall                | MÉI            | 686     | 1,09   |  |  |  |
|                | Nicole Coudert                | NC             | 500     | 0,80   |  |  |  |
|                | Frédéric Gourc                | LO             | 486     | 0,77   |  |  |  |
|                | Yvette Parent                 | MNR            | 463     | 0,74   |  |  |  |
|                | Marc Lecocq                   | Divers         | 394     | 0,63   |  |  |  |
|                |                               |                |         |        |  |  |  |
| Inscrits       | Inscrits                      | Inscrits       | 108 222 | 100,00 |  |  |  |
| Abstentions    | Abstentions                   | Abstentions    | 44 512  | 41,13  |  |  |  |
| Votants        | Votants                       | Votants        | 63 710  | 58,87  |  |  |  |
| Blancs et nuls | Blancs et nuls                | Blancs et nuls | 907     | 1,42   |  |  |  |
| Exprimés       | Exprimés                      | Exprimés       | 62 803  | 98,58  |  |  |  |

### Élections de 2012
| Candidat       | Candidat                      | Parti          | Premier tour | Premier tour | Second tour | Second tour |  |
| Candidat       | Candidat                      | Parti          | Voix         | %            | Voix        | %           |  |
| -------------- | ----------------------------- | -------------- | ------------ | ------------ | ----------- | ----------- |  |
|                | Georges Ginesta sortant réélu | UMP            | 21 209       | 40,87        | 24 955      | 59,64       |  |
|                | David Rachline                | RBM (FN)       | 13 261       | 25,56        | 16 888      | 40,36       |  |
|                | Martine Bouvard               | PS             | 10 938       | 21,08        |             |             |  |
|                | Philippe Michel               | MoDem          | 3 362        | 6,48         |             |             |  |
|                | Marie-Dominique Fièvre        | FG (PCF) (PG)  | 1 494        | 2,88         |             |             |  |
|                | Serge Castro                  | LT-LNÉ         | 847          | 1,63         |             |             |  |
|                | Moussa Ba                     | AÉI            | 373          | 0,72         |             |             |  |
|                | Thérèse Thomas                | MPF            | 222          | 0,43         |             |             |  |
|                | Muriel Monchal                | LO             | 182          | 0,35         |             |             |  |
|                |                               |                |              |              |             |             |  |
| Inscrits       | Inscrits                      | Inscrits       | 91 027       | 100,00       | 91 027      | 100,00      |  |
| Abstentions    | Abstentions                   | Abstentions    | 38 543       | 42,34        | 44 815      | 49,23       |  |
| Votants        | Votants                       | Votants        | 52 484       | 57,66        | 46 212      | 50,77       |  |
| Blancs et nuls | Blancs et nuls                | Blancs et nuls | 596          | 1,14         | 4 369       | 9,45        |  |
| Exprimés       | Exprimés                      | Exprimés       | 51 888       | 98,86        | 41 843      | 90,55       |  |

### Élections de 2017
|                                                                      |                                                                                           |                           |                           |                          |                          |
|                                                                      |                                                                                           | Premier tour 11 juin 2017 | Premier tour 11 juin 2017 | Second tour 18 juin 2017 | Second tour 18 juin 2017 |
|                                                                      |                                                                                           |                           |                           |                          |                          |
|                                                                      |                                                                                           | Nombre                    | % des inscrits            | Nombre                   | % des inscrits           |
| Inscrits                                                             | Inscrits                                                                                  | 96 236                    | 100,00                    | 96 236                   | 100,00                   |
| Abstentions                                                          | Abstentions                                                                               | 51 637                    | 53,66                     | 55 675                   | 57,85                    |
| Votants                                                              | Votants                                                                                   | 44 599                    | 46,34                     | 40 561                   | 42,15                    |
|                                                                      |                                                                                           |                           | % des votants             |                          | % des votants            |
| Bulletins blancs                                                     | Bulletins blancs                                                                          | 533                       | 1,20                      | 2 045                    | 5,04                     |
| Bulletins nuls                                                       | Bulletins nuls                                                                            | 277                       | 0,62                      | 833                      | 2,05                     |
| Suffrages exprimés                                                   | Suffrages exprimés                                                                        | 43 789                    | 98,18                     | 37 683                   | 92,90                    |
|                                                                      |                                                                                           |                           |                           |                          |                          |
| Candidat Étiquette politique (partis et alliances)                   | Candidat Étiquette politique (partis et alliances)                                        | Voix                      | % des exprimés            | Voix                     | % des exprimés           |
|                                                                      |                                                                                           |                           |                           |                          |                          |
|                                                                      | Philippe Michel-Kleisbauer Mouvement démocrate                                            | 12 513                    | 28,58                     | 20 061                   | 53,24                    |
|                                                                      | Gilles Longo Front national                                                               | 11 188                    | 25,55                     | 17 622                   | 46,76                    |
|                                                                      | Guillaume Decard Les Républicains (Union des démocrates et indépendants)                  | 8 509                     | 19,43                     |                          |                          |
|                                                                      | Catherine Aubry La France insoumise                                                       | 2 736                     | 6,25                      |                          |                          |
|                                                                      | Jonathan Dery Divers droite                                                               | 1 758                     | 4,01                      |                          |                          |
|                                                                      | Luc Laîné Divers                                                                          | 1 405                     | 3,21                      |                          |                          |
|                                                                      | Jean-Pierre Meynet Divers gauche                                                          | 1 227                     | 2,80                      |                          |                          |
|                                                                      | Jacky Giral Europe Écologie Les Verts                                                     | 880                       | 2,01                      |                          |                          |
|                                                                      | Insaf Rezagui Parti socialiste                                                            | 816                       | 1,86                      |                          |                          |
|                                                                      | Géraldine Maiye-Prapas Divers droite (Confédération pour l'homme, l'animal et la planète) | 809                       | 1,85                      |                          |                          |
|                                                                      | Thierry Sarrauton Debout la France                                                        | 689                       | 1,57                      |                          |                          |
|                                                                      | Gilles Dedier Extrême droite (Parti de la France)                                         | 508                       | 1,16                      |                          |                          |
|                                                                      | Barbara Cros Parti communiste français                                                    | 345                       | 0,79                      |                          |                          |
|                                                                      | Isabelle Michon Divers (Union populaire républicaine)                                     | 233                       | 0,53                      |                          |                          |
|                                                                      | Pascale Morel Lutte ouvrière                                                              | 107                       | 0,24                      |                          |                          |
|                                                                      | Natacha Jacquemard Divers gauche (Mouvement des progressistes)                            | 66                        | 0,15                      |                          |                          |
| Source : Ministère de l'Intérieur - Cinquième circonscription du Var |                                                                                           |                           |                           |                          |                          |

### Élections de 2022
|                                                    |                                                                                    |                           |                           |                          |                          |
|                                                    |                                                                                    | Premier tour 12 juin 2022 | Premier tour 12 juin 2022 | Second tour 19 juin 2022 | Second tour 19 juin 2022 |
|                                                    |                                                                                    |                           |                           |                          |                          |
|                                                    |                                                                                    | Nombre                    | % des inscrits            | Nombre                   | % des inscrits           |
| Inscrits                                           | Inscrits                                                                           | 101 735                   | 100                       | 101 751                  | 100                      |
| Abstentions                                        | Abstentions                                                                        | 55 580                    | 54,63                     | 56 080                   | 55,11                    |
| Votants                                            | Votants                                                                            | 46 155                    | 45,37                     | 45 671                   | 44,89                    |
|                                                    |                                                                                    |                           | % des votants             |                          | % des votants            |
| Bulletins blancs                                   | Bulletins blancs                                                                   | 574                       | 1,24                      | 1542                     | 3,38                     |
| Bulletins nuls                                     | Bulletins nuls                                                                     | 287                       | 0,62                      | 645                      | 1,41                     |
| Suffrages exprimés                                 | Suffrages exprimés                                                                 | 45 294                    | 98,13                     | 43 484                   | 95,21                    |
|                                                    |                                                                                    |                           |                           |                          |                          |
| Candidat Étiquette politique (partis et alliances) | Candidat Étiquette politique (partis et alliances)                                 | Voix                      | % des exprimés            | Voix                     | % des exprimés           |
|                                                    |                                                                                    |                           |                           |                          |                          |
|                                                    | Julie Lechanteux Rassemblement national                                            | 16 350                    | 36,10                     | 24 342                   | 55,98                    |
|                                                    | Philippe Michel-Kleisbauer* Ensemble                                               | 12 355                    | 27,28                     | 19 142                   | 44,02                    |
|                                                    | Robert Caraguel Nouvelle Union populaire écologique et sociale La France insoumise | 5 477                     | 12,09                     |                          |                          |
|                                                    | Baptiste Laroche Reconquête                                                        | 4 868                     | 10,75                     |                          |                          |
|                                                    | Jean-Marc Maurin Les Républicains                                                  | 2 894                     | 6,39                      |                          |                          |
|                                                    | Charles Malot Écologie au centre                                                   | 1 359                     | 3,00                      |                          |                          |
|                                                    | Brigitte Auloy Debout la France                                                    | 820                       | 1,81                      |                          |                          |
|                                                    | Joël Hervé Écologistes                                                             | 580                       | 1,28                      |                          |                          |
|                                                    | Rémi Kranzer Lutte ouvrière                                                        | 306                       | 0,68                      |                          |                          |
|                                                    | Nathalie Hollender Le peuple de France                                             | 285                       | 0,63                      |                          |                          |
|                                                    | Anne Des Accords Divers droite                                                     | 0                         | 0,00                      |                          |                          |
| * Député sortant                                   |                                                                                    |                           |                           |                          |                          |

### Élections de 2024
| Candidat                 | Candidat                      | Parti et coalition       | Nuances                  | Premier tour | Premier tour |
| Candidat                 | Candidat                      | Parti et coalition       | Nuances                  | Voix         | %            |
| ------------------------ | ----------------------------- | ------------------------ | ------------------------ | ------------ | ------------ |
|                          | Julie Lechanteux              | RN                       | RN                       | 34 496       | 51,51        |
|                          | Philippe Michel-Kleisbauer    | MoDem (ENS)              | ENS                      | 14 890       | 22,23        |
|                          | Aurélien Lacour               | LFI (NFP)                | UG                       | 8 450        | 12,62        |
|                          | Danièle Lombard               | LR - NÉ                  | LR                       | 5 304        | 7,92         |
|                          | Hélène Charlotte de Busschere | ÉAC                      | ECO                      | 2 058        | 3,07         |
|                          | Vincent Thiery                | REC                      | EXD                      | 1 429        | 2,13         |
|                          | Rémi Kranzer                  | LO                       | EXG                      | 342          | 0,51         |
|                          |                               |                          |                          |              |              |
| Votes valides            | Votes valides                 | Votes valides            | Votes valides            | 66 969       | 98,04        |
| Votes blancs             | Votes blancs                  | Votes blancs             | Votes blancs             | 812          | 1,19         |
| Votes nuls               | Votes nuls                    | Votes nuls               | Votes nuls               | 529          | 0,77         |
| Total                    | Total                         | Total                    | Total                    | 68 310       | 100          |
| Abstention               | Abstention                    | Abstention               | Abstention               | 34 041       | 33,26        |
| Inscrits / participation | Inscrits / participation      | Inscrits / participation | Inscrits / participation | 102 351      | 66,74        |

#### Département du Var
- La fiche de l'INSEE de cette circonscription : « Tableaux et Analyses de la cinquième circonscription du Var », sur insee.fr, site de l'Institut national de la statistique et des études économiques (consulté le 10 juin 2007) [PDF]

- « Tous les députés du département du Var depuis 1789 », sur assemblee-nationale.fr, site de l'Assemblée nationale française (consulté le 10 juin 2007)

- « Informations contentieuses sur le département du Var (Élections législatives de 2002) »(Archive.org • Wikiwix • Archive.is • Google • Que faire ?), sur conseil-constitutionnel.fr, site du Conseil constitutionnel (consulté le 13 juin 2007)

#### Circonscriptions en France
- « Carte des circonscriptions législatives en France », sur assemblee-nationale.fr, site de l'Assemblée nationale française (consulté le 10 juin 2007)

- « Résultats électoraux officiels en France »(Archive.org • Wikiwix • Archive.is • Google • Que faire ?), sur interieur.gouv.fr, site du ministère de l'Intérieur (France) (consulté le 13 juin 2007)

- Description et Atlas des circonscriptions électorales de France sur http://www.atlaspol.com, Atlaspol, site de cartographie géopolitique, consulté le 13 juin 2007.